# Marjana Lužar
Marjana Lužar (Kobelenski), slovenska atletinja, * 26. maj 1972, † 9. avgust 2017.
Njena glavna disciplina je bila tek na 400 m z ovirami, v kateri je leta 1990 v Plovdivu osvojila srebrno medaljo na svetovnem mladinskem prvenstvu z jugoslovanskim rekordom 56,74 s. Bila je tudi slovenska rekorderka v teku na 400 k s časom 53,74 s in jugoslovanska prvakinja v tej disciplini leta 1989. Zadnjič je tekmovala za Slovenijo leta 1999. Umrla je za rakom v starosti 45 let.